# Agrypon varitarsum
Agrypon varitarsum ist eine Schlupfwespe aus der Unterfamilie Anomaloninae. Sie ist in Europa eine von 23 Arten der Gattung Agrypon. Die Art wurde von dem belgischen Entomologen Constantin Wesmael im Jahr 1849 als Anomalon varitarsum erstbeschrieben.

## Merkmale
Die Schlupfwespen sind etwa 9 mm lang. Sie weisen einen sehr schlanken Petiolus (Stielchenglied) auf. Hinterleib und Hinterbeine sind verlängert. Diese Eigenschaften sind typisch für Vertreter der Unterfamilie Anomaloninae. 
Für die Gattung Agrypon gelten folgende Merkmale: Am unteren Ende des Clypeus befindet sich mittig ein Zahn, die vorderen Coxae weisen eine betonte Leiste auf, eine Abschweifung der parallelen Flügeladern oberhalb der Mitte des Hinterrands der Humeral-Zelle. Die postfurkale Lage der zweiten rekurrenten Flügelader wird als die wichtigste Eigenschaft der Gattung betrachtet.
Gemäß einem Bestimmungsschlüssel von Nuzhna (2013) gelten folgende weitere Merkmale für Agrypon varitarsum: Die Fühler weisen mehr als 40 Geißelglieder auf. Diese sind zwischen 1,8 und 2-mal länger als breit. Das Propodeum ist verlängert, dessen hinteres Ende erreicht die Mitte der hinteren Coxae. Das Gesicht ist bei beiden Geschlechtern vollständig gelb gefärbt. Das Mesoscutum ist fein und dünn gepunktet. Der Notaulus ist lang und ausgeprägt. 
Der Kopf ist überwiegend gelb gefärbt. Oberhalb der Fühlereinlenkungen ist er mit Ausnahme der Augenränder verdunkelt. Der Clypeus ist an der Spitze verdunkelt. Ansonsten ist er gelblich gefärbt, genau so wie die Palpen. Die Fühler können gelblich oder verdunkelt sein. Im letzteren Fall gewöhnlich mit einem gelblichen Scapus. Der Thorax ist meist schwarz, der Hinterleib ist rotgelb gefärbt. Die hintersten Tergite sind meist verdunkelt. Die Weibchen besitzen einen kurzen Ovipositor (Legebohrer). Die Bohrerklappen sind gelb gefärbt. Die vorderen und mittleren Beine sind einschließlich der Coxae gelblich oder rotgelb gefärbt. Die hinteren Coxae sind rotgelb. Die hinteren Trochanter, Femora, Tibien und Tarsen sind meist zum Teil verdunkelt. Die Vorderflügel sind an der Basis gelblich gefärbt. Das Pterostigma ist sehr schmal.
Nach Schmidt und Zmudzinski gilt für die Weibchen, dass die Hintertarsen dünner sind sowie das zweite und dritte Fühlerglied länger als bei Agrypon clandestinum.

## Verbreitung
Agrypon varistarsum ist holarktisch verbreitet. Ferner ist die Art in der Orientalis vertreten. In Europa ist die Art weit verbreitet. Im Norden reicht das Vorkommen bis auf die Britischen Inseln und Fennoskandinavien, im Süden bis in den Mittelmeerraum (Spanien, Italien, Griechenland). Nach Osten hin erstreckt sich das Verbreitungsgebiet über Russland, den Nordkaukasus, Transbaikalien, die Amur-Region und Primorje bis nach Japan. Ferner gibt es Nachweise aus der Nearktis, hauptsächlich aus Kanada.

## Lebensweise
Agrypon varitarsum ist ein solitärer koinobionter Endoparasitoid von Schmetterlingsraupen. Es werden insbesondere Wickler (Tortricidae) parasitiert. Die Schlupfwespen beobachtet man gewöhnlich von Juni bis September. Die Schlupfwespen findet man insbesondere in Eichen- und Buchenwäldern sowie in der subalpinen Zone.

## Bilder

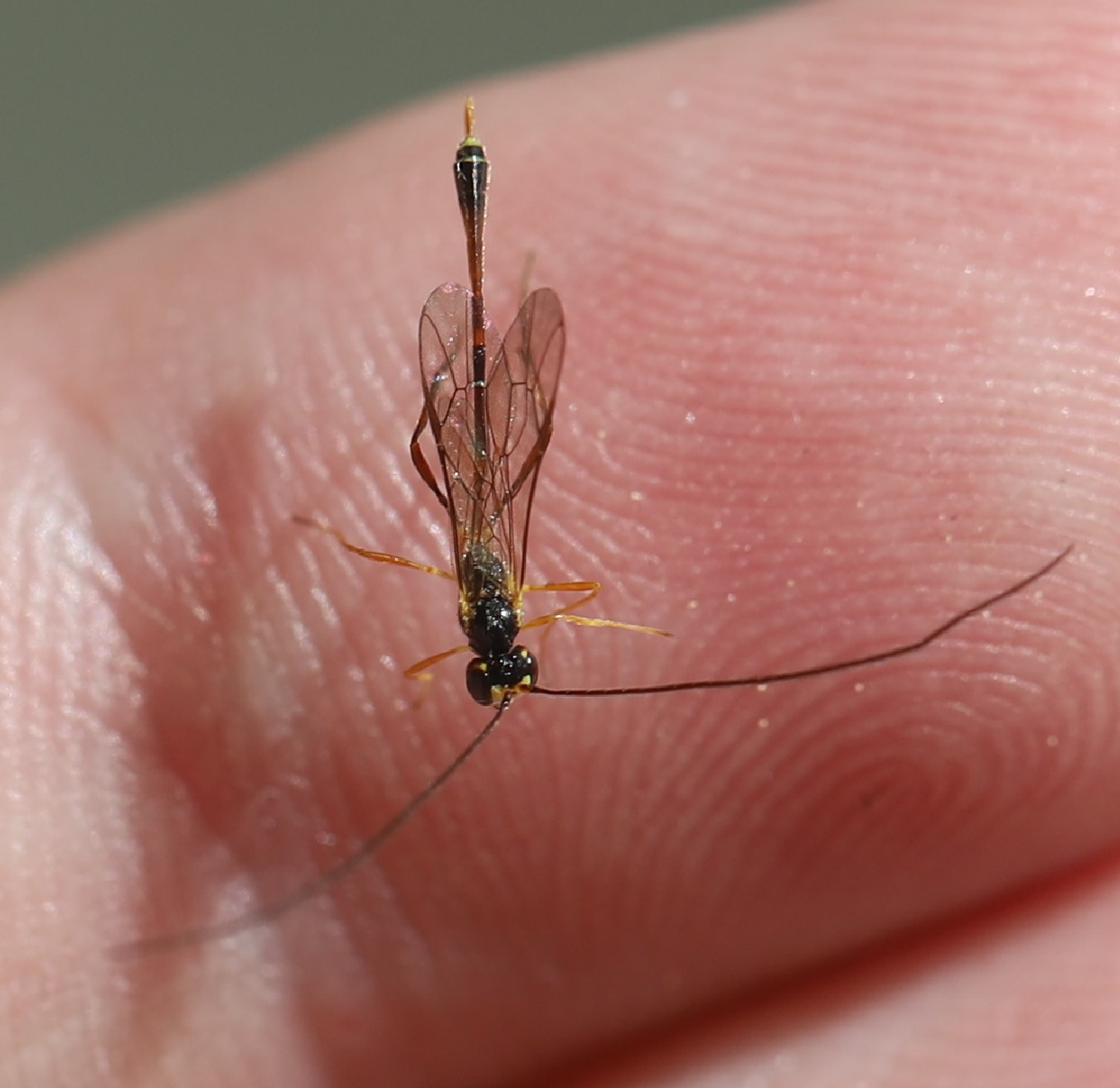
♀ Dorsalansicht
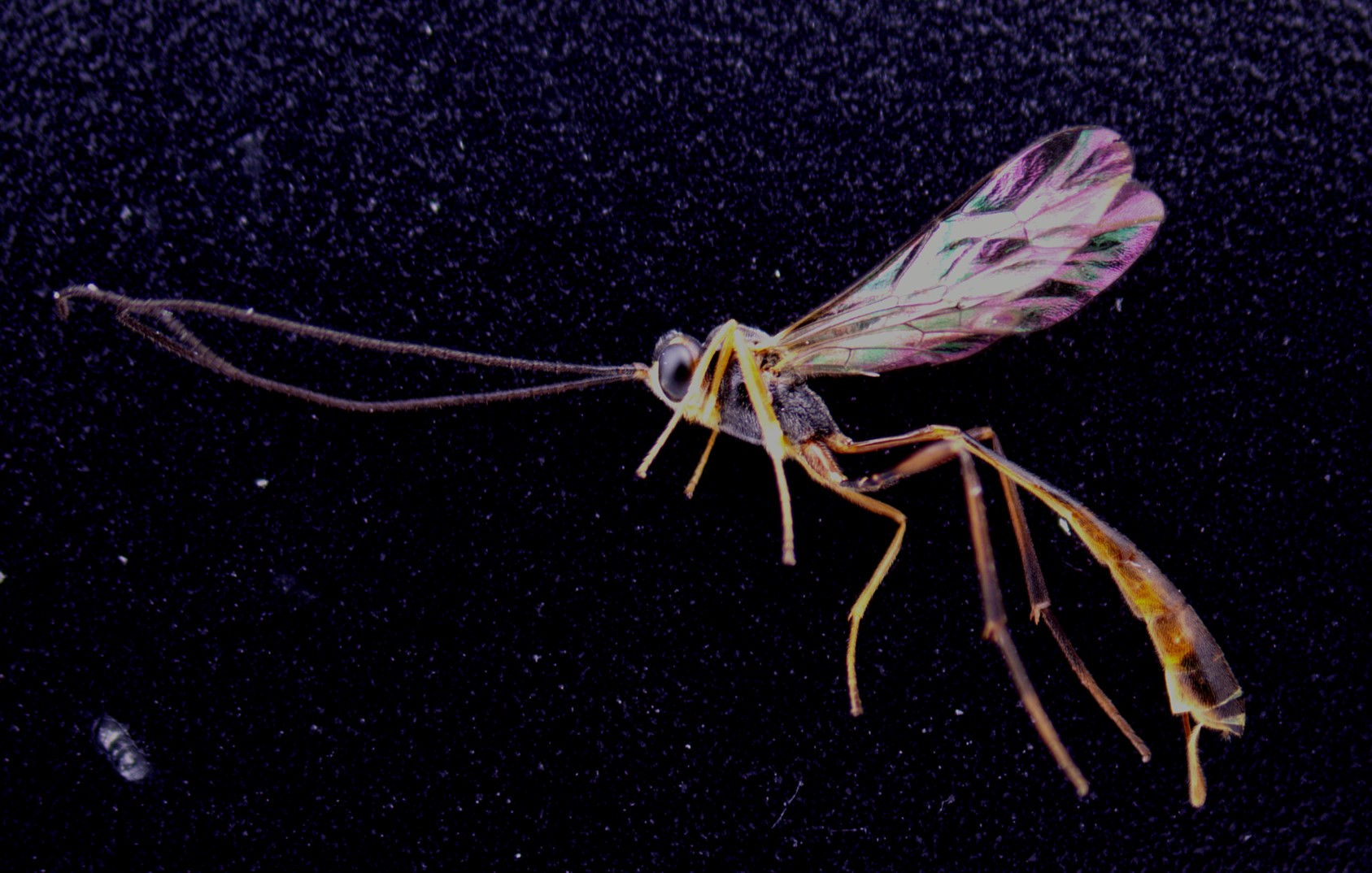
♀ Seitenansicht
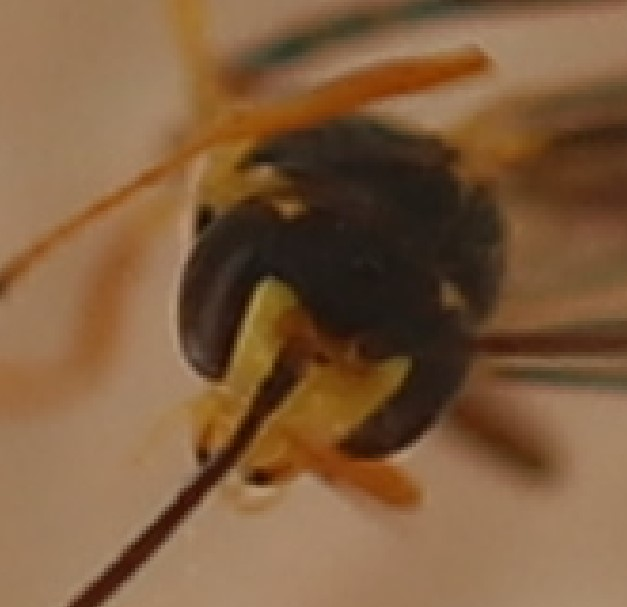
♀ Frons
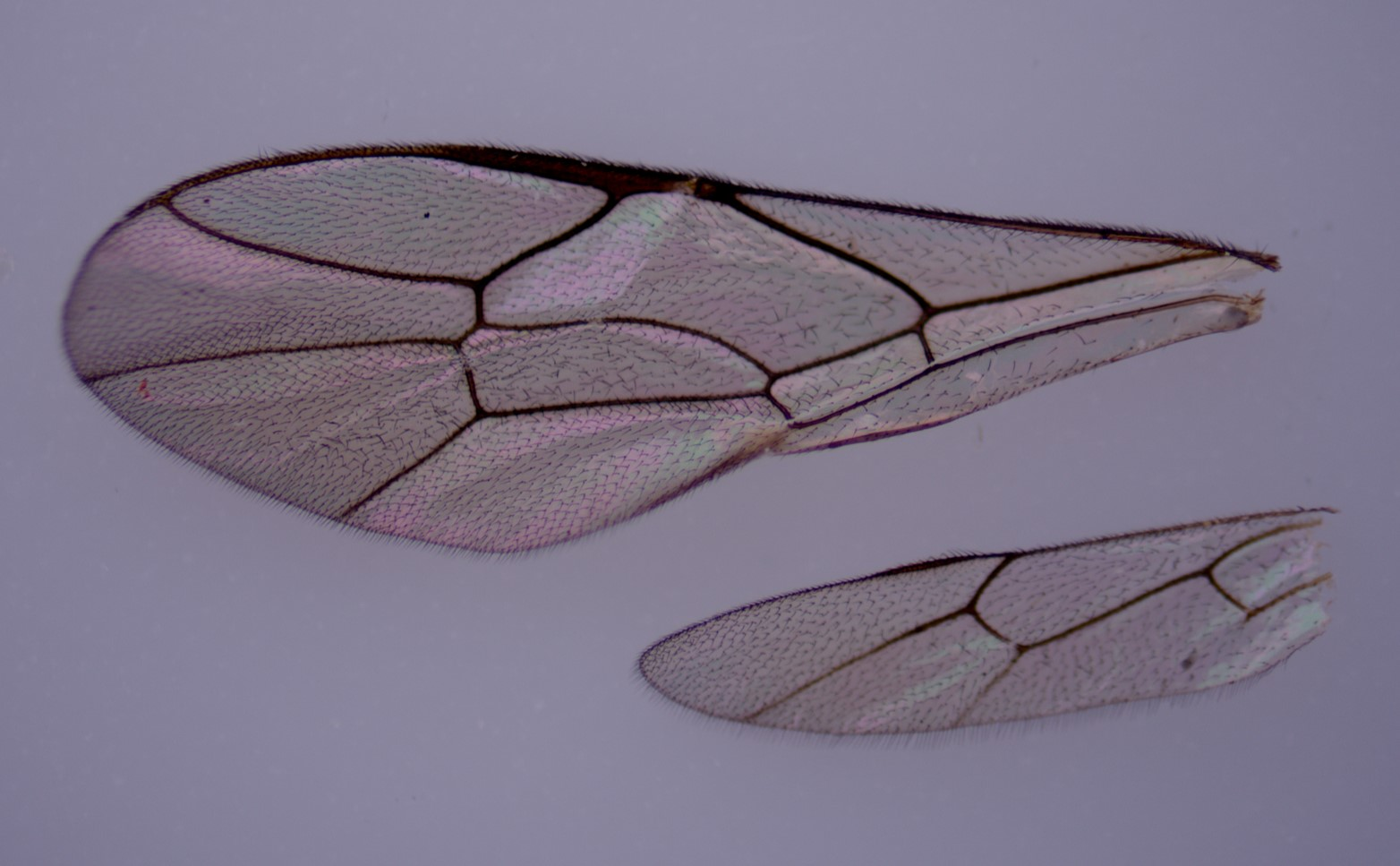
♀ Flügel